# Xã Derry, Quận Pike, Illinois
Xã Derry (tiếng Anh: Derry Township) là một xã thuộc quận Pike, tiểu bang Illinois, Hoa Kỳ. Năm 2010, dân số của xã này là 247 người.